# Okręg wyborczy nr 27 do Senatu Rzeczypospolitej Polskiej (2001–2011)
Okręg wyborczy nr 27 do Senatu Rzeczypospolitej Polskiej obejmował w latach 2001–2011 obszar miasta na prawach powiatu Częstochowy oraz powiatów częstochowskiego, kłobuckiego, lublinieckiego i myszkowskiego (województwo śląskie). Wybierano w nim 2 senatorów na zasadzie większości względnej.
Powstał w 2001, jego obszar należał wcześniej do okręgu obejmującego województwo częstochowskie. Zniesiony został w 2011, na jego obszarze utworzono nowe okręgi nr 68 i 69.
Siedzibą okręgowej komisji wyborczej była Częstochowa.

## Reprezentanci okręgu
| Rok  | Senator komitet wyborczy                     | Senator komitet wyborczy                                   | Senator komitet wyborczy                     | Senator komitet wyborczy                                        |
| ---- | -------------------------------------------- | ---------------------------------------------------------- | -------------------------------------------- | --------------------------------------------------------------- |
| 2001 |                                              | January Bień KKW Sojusz Lewicy Demokratycznej – Unia Pracy |                                              | Grzegorz Lipowski KKW Sojusz Lewicy Demokratycznej – Unia Pracy |
| 2005 |                                              | Jarosław Lasecki KWW Nowy Senat 2005                       |                                              | Czesław Ryszka Prawo i Sprawiedliwość                           |
| 2006 |                                              | Jarosław Lasecki KWW Nowy Senat 2005                       |                                              | Czesław Ryszka Prawo i Sprawiedliwość                           |
| 2007 |                                              | Andrzej Szewiński Platforma Obywatelska RP                 |                                              | Czesław Ryszka Prawo i Sprawiedliwość                           |
| 2011 | okręg zniesiony – patrz okręgi nr 68 i nr 69 | okręg zniesiony – patrz okręgi nr 68 i nr 69               | okręg zniesiony – patrz okręgi nr 68 i nr 69 | okręg zniesiony – patrz okręgi nr 68 i nr 69                    |

## Wyniki wyborów
Symbolem „●” oznaczono senatorów ubiegających się o reelekcję.

### Wybory parlamentarne 2001
| Kandydat                                              | Kandydat            | Komitet wyborczy                              | Głosów |
| ----------------------------------------------------- | ------------------- | --------------------------------------------- | ------ |
|                                                       | January Bień        | KKW Sojusz Lewicy Demokratycznej – Unia Pracy | 83 399 |
|                                                       | Grzegorz Lipowski●  | KKW Sojusz Lewicy Demokratycznej – Unia Pracy | 80 791 |
|                                                       | Tomasz Michałowski● | KWW Blok Senat 2001                           | 55 910 |
|                                                       | Andrzej Kubat       | Polskie Stronnictwo Ludowe                    | 40 835 |
|                                                       | Bernadetta Niemczyk | Polskie Stronnictwo Ludowe                    | 37 888 |
|                                                       | Danuta Marzec       | KWW Lewica Ziemi Częstochowskiej              | 33 232 |
| Frekwencja: 46,83% Źródło: Państwowa Komisja Wyborcza |                     |                                               |        |

*Grzegorz Lipowski i Tomasz Michałowski reprezentowali w Senacie IV kadencji (1997–2001) województwo częstochowskie.

### Wybory parlamentarne 2005
| Kandydat                                              | Kandydat           | Komitet wyborczy                     | Głosów |
| ----------------------------------------------------- | ------------------ | ------------------------------------ | ------ |
|                                                       | Jarosław Lasecki   | KWW Nowy Senat 2005                  | 46 734 |
|                                                       | Czesław Ryszka     | Prawo i Sprawiedliwość               | 42 794 |
|                                                       | Piotr Kurpios      | Platforma Obywatelska RP             | 32 160 |
|                                                       | Danuta Polak       | Socjaldemokracja Polska              | 30 802 |
|                                                       | Józef Błaszczeć    | Liga Polskich Rodzin                 | 28 482 |
|                                                       | Marek Lewandowski  | Sojusz Lewicy Demokratycznej         | 25 491 |
|                                                       | Elżbieta Jasińska  | Polskie Stronnictwo Ludowe           | 25 160 |
|                                                       | Grzegorz Lipowski● | KWW Grzegorza Lipowskiego            | 22 218 |
|                                                       | Henryk Kiepura     | Polskie Stronnictwo Ludowe           | 19 355 |
|                                                       | Andrzej Kalinin    | KWW „Jednomandatowe Okręgi Wyborcze” | 15 831 |
|                                                       | Wacław Przybyło    | Platforma Janusza Korwin-Mikke       | 9102   |
| Frekwencja: 38,62% Źródło: Państwowa Komisja Wyborcza |                    |                                      |        |

### Głosowanie ponowne 2006
Głosowanie odbyło się z powodu uznania przez Sąd Najwyższy wyborów za nieważne..
| Kandydat                                             | Kandydat          | Komitet wyborczy               | Głosów |
| ---------------------------------------------------- | ----------------- | ------------------------------ | ------ |
|                                                      | Czesław Ryszka●   | Prawo i Sprawiedliwość         | 20 193 |
|                                                      | Jarosław Lasecki● | KWW Nowy Senat 2005            | 13 533 |
|                                                      | Piotr Kurpios     | Platforma Obywatelska RP       | 9335   |
|                                                      | Józef Błaszczeć   | Liga Polskich Rodzin           | 5960   |
|                                                      | Marek Lewandowski | Sojusz Lewicy Demokratycznej   | 5386   |
|                                                      | Danuta Polak      | Socjaldemokracja Polska        | 4406   |
|                                                      | Grzegorz Lipowski | KWW Grzegorza Lipowskiego      | 2580   |
|                                                      | Henryk Kiepura    | Polskie Stronnictwo Ludowe     | 2346   |
|                                                      | Wacław Przybyło   | Platforma Janusza Korwin-Mikke | 1835   |
|                                                      | Elżbieta Jasińska | Polskie Stronnictwo Ludowe     | 1118   |
| Frekwencja: 9,03% Źródło: Państwowa Komisja Wyborcza |                   |                                |        |

### Wybory parlamentarne 2007
| Kandydat                                              | Kandydat           | Komitet wyborczy                      | Głosów |
| ----------------------------------------------------- | ------------------ | ------------------------------------- | ------ |
|                                                       | Andrzej Szewiński  | Platforma Obywatelska RP              | 81 777 |
|                                                       | Czesław Ryszka●    | Prawo i Sprawiedliwość                | 74 991 |
|                                                       | Grażyna Raczyńska  | Platforma Obywatelska RP              | 64 562 |
|                                                       | Jarosław Lasecki●  | KWW Lasecki                           | 63 867 |
|                                                       | Janusz Adamkiewicz | KKW Lewica i Demokraci SLD+SDPL+PD+UP | 37 434 |
|                                                       | Jacek Lupa         | Polskie Stronnictwo Ludowe            | 27 461 |
|                                                       | Stanisław Gruszka  | KKW Lewica i Demokraci SLD+SDPL+PD+UP | 26 557 |
|                                                       | Konrad Głębocki    | KWW Konrada Głębockiego               | 24 263 |
| Frekwencja: 52,94% Źródło: Państwowa Komisja Wyborcza |                    |                                       |        |